# Trailliaedoxa
Trailliaedoxa là một chi thực vật có hoa trong họ Thiến thảo (Rubiaceae).

## Loài
Chi Trailliaedoxa gồm các loài: